# Aeroportul Meucon
Aeroportul Meucon (IATA: VNE, ICAO: LFRV) este un aeroport din Monterblanc, Cantonul Elven, Arondismentul Vannes, Morbihan, Bretania, Zona de apărare și securitate Vest⁠(d), Franța metropolitană, Franța ce deservește zona Monterblanc. Aeroportul a fost tranzitat în 2022 de 832 de pasageri. A fost deschis în 1926.
Situat la o altitudine de 130 m, aeroportul dispune de 2 piste. Este operat de SNC-Lavalin⁠(d).

## Infrastructură

### Piste
Aeroportul dispune de 2 piste. Pista 04/22 are suprafața de asfalt și dimensiunile 1.530 m × 45 m. Pista 08/26 are suprafața de Iarbă și dimensiunile 995 m × 60 m. 